# Frassilongo
Frassilongo (mòcheni Garait) és un municipi italià, dins de la província de Trento, a la vall dels Mocheni. És habitat per la minoria germànica dels mòcheni. L'any 2007 tenia 339 habitants. Limita amb els municipis de Fierozzo, Levico Terme, Novaledo, Pergine Valsugana, Roncegno, Sant'Orsola Terme i Vignola-Falesina

## Administració
| Període | Identitat   | Partit        |
| ------- | ----------- | ------------- |
| 2004-   | Bruno Groff | Llista cívica |